# Bădeni (okręg Buzău)
Bădeni – wieś w Rumunii, w okręgu Buzău, w gminie Breaza. W 2011 roku liczyła 128 mieszkańców.